# Jakob Zickler
Jakob Zickler (* 7. März 2006 als Jakob Tomka) ist ein österreichisch-deutscher Fußballspieler.

## Karriere

### Verein
Zickler begann seine Karriere beim FC Red Bull Salzburg. In Salzburg durchlief er sämtliche Jugendteams und rückte dann zur Saison 2020/21 auch in die Akademie von Red Bull. Zur Saison 2021/22 wechselte er nach Deutschland in die Jugend von Borussia Dortmund. Zur Saison 2023/24 schloss er sich den A-Junioren von Dynamo Dresden an. Im August 2024 debütierte Zickler unter Trainer Thomas Stamm für die Profis von Dresden in der 3. Liga, als er am vierten Spieltag der Saison 2024/25 gegen die Reserve des VfB Stuttgart in der Nachspielzeit für Philip Heise eingewechselt wurde. Im November 2024 erhielt er seinen ersten Profivertrag bei Dynamo, gehörte den Rest der Saison aber weiterhin vorrangig der U19 an und kam zu keinem weiteren Einsatz in der Profimannschaft mehr, welche im Sommer 2025 in die 2. Bundesliga aufstieg.

### Nationalmannschaft
Zickler debütierte im Februar 2023 im österreichischen U-17-Team. Im September 2023 spielte er erstmals für die U-18-Mannschaft, für die er insgesamt neunmal auflief. Im September 2024 debütierte er für die U-19-Auswahl.

## Persönliches
Zickler ist der Sohn des ehemaligen deutschen Nationalspielers Alexander Zickler.